# Tricentrogyna
Tricentrogyna là một chi bướm đêm thuộc họ Geometridae.